# Минамото-но Ёсицунэ
Минамо́то-но Ёсицунэ (яп. 源 義経, 1159 — 15 июня 1189) — японский полководец из клана Минамото, живший между концом периода Хэйан и началом периода Камакура. Был девятым сыном Минамото-но Ёситомо и младшим братом основателя Камакурского сёгуната Минамото-но Ёритомо.

## Биография

### Ранние годы
Родился Минамото-но Ёсицунэ в 1159 году от служанки по имени Токива Годзэн и главы клана Минамото — Минамото-но Ёситомо. При рождении ребенку дали имя Усивакамару (яп. 牛若丸).
В этом же году Минамото-но Ёситомо вместе с Фудзиварой-но Нобуёри устроили мятеж Хэйдзи против дома Тайра, де-факто настоящего руководителя государства. 27 декабря 1159 года мятежники были подавлены родом Тайра, во главе которого стоял тогда Тайра-но Киёмори. Минамото-но Ёситомо и двух его старших детей казнили, а младенца Ёсицунэ пощадили и оставили в живых, так же как и его 12-летнего брата Минамото-но Ёритомо, которого выслали в провинцию Идзу.
Позднее его мать — Токива Годзэн — вышла замуж за Итидзё Наганари, а 7-летний Ёсицунэ был отдан на попечение в буддийский храм Курама (яп. 鞍馬寺), близ столицы Хэйан (современный Киото), и получил имя Сянао (яп. 遮那王). В возрасте 11 лет (или же 15) он узнал о своем происхождении и смерти своего отца. После этого Ёсицунэ решил отказаться от монашеского сана и начал усердно заниматься боевыми искусствами на горе Курама.

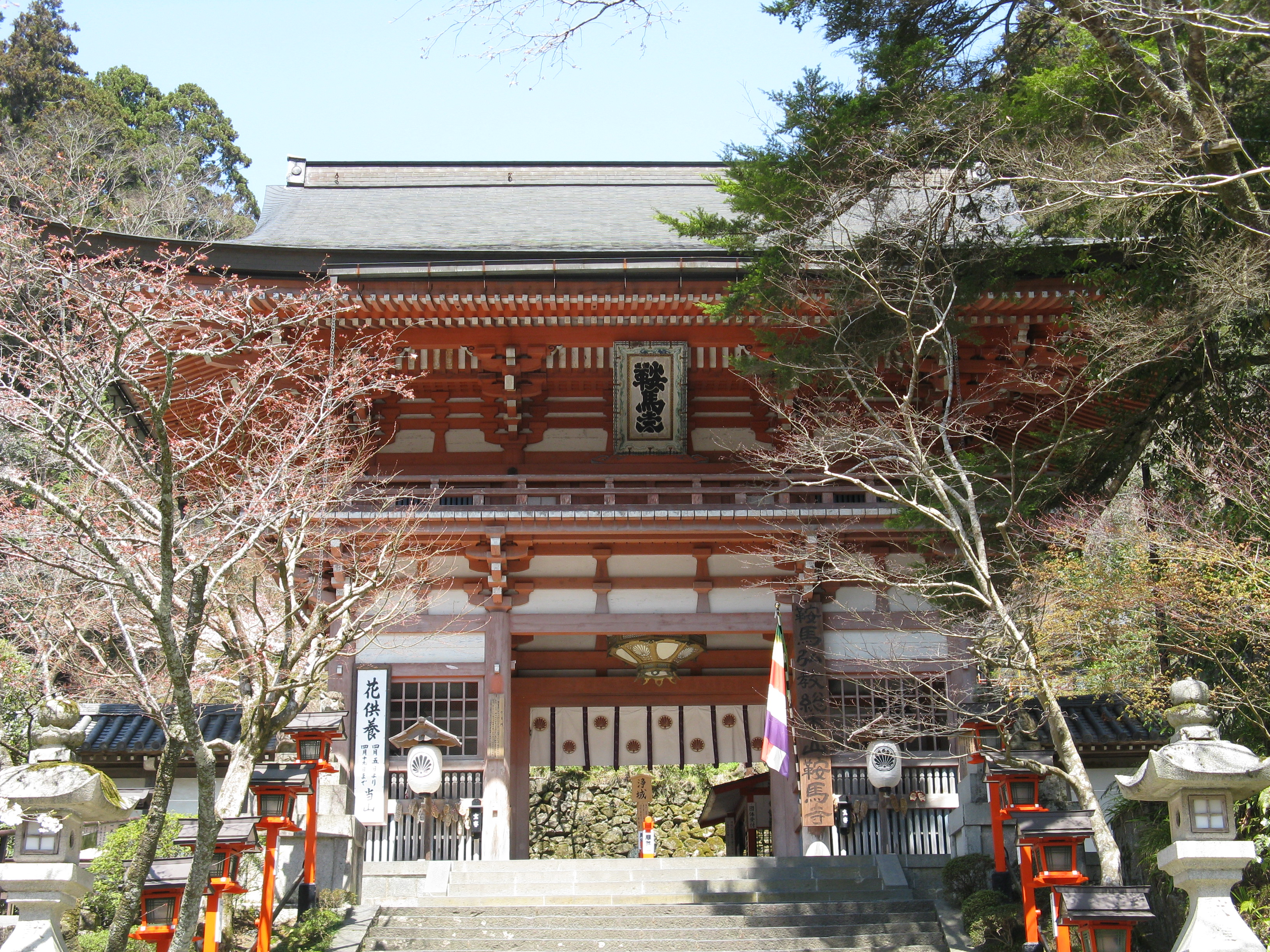
Храм Курама

По мере того как он рос, в нём копилась ненависть к роду Тайра, погубившему его отца, и в 16 лет Ёсицунэ сбежал из храма Курама. Через некоторое время он оказался в семье Фудзивары-но Хидэхиры, главы Северных Фудзивара чьи владения располагались в Хираидзуми, провинции Муцу. Хидэхира дал укрытие Ёсицунэ и занялся его дальнейшим воспитанием.
Будучи талантливым фехтовальщиком, молодой Ёсицунэ легко справился с огромным монахом Бэнкэем, который поклялся, что сможет отнять 1000 мечей у проходящих по мосту Годзё в Киото и пожертвует их на постройку храма. По преданию, Бэнкэй собрал 999 мечей, после чего столкнулся с Ёсицунэ. Монах опрометчиво не счел молодого юношу стоящим противником. Но схлестнувшись с ним в бою, Бэнкэй понял, что Ёсицунэ достаточно умел в обращении с мечом. Бой завершился победой Ёсицунэ, который одолел грубую силу монаха своим умением. Признав своё поражение, Бэнкэй решил следовать за Ёсицунэ.

### Война Гэмпэй
В 1180 году Ёсицунэ узнал о том, что его старший брат Ёритомо возглавил клан Минамото и поднял войско после прозвучавшего 5 мая призыва принца Мотихито о восстании против клана Тайра, узурпировавшего императорскую власть. Сподвижником Мотихито был старый полководец Минамото-но Ёримаса, единственный из клана Минамото оставшийся при дворе в счёт бывших заслуг. Сам Ёримаса так и не забыл о прошлых событиях и оскорблениях, полученных от клана Тайра. Однако род Тайра быстро отреагировал, и мятежников разбили на полпути в Нару: принц Мотохито погиб, а Ёримаса совершил ритуальное самоубийство. Не успел призыв дойти до всех кланов, как самих мятежников не стало, но тем не менее он сумел заставить действовать Минамото. В конце 1180 года Ёсицунэ с небольшим отрядом встретился со своим братом Ёритомо, который за несколько дней до этого разбил войско клана Тайра у подножия горы Фудзи. Также к ним присоединился их брат Минамото-но Нориёри, шестой сын Минамото-но Ёситомо.

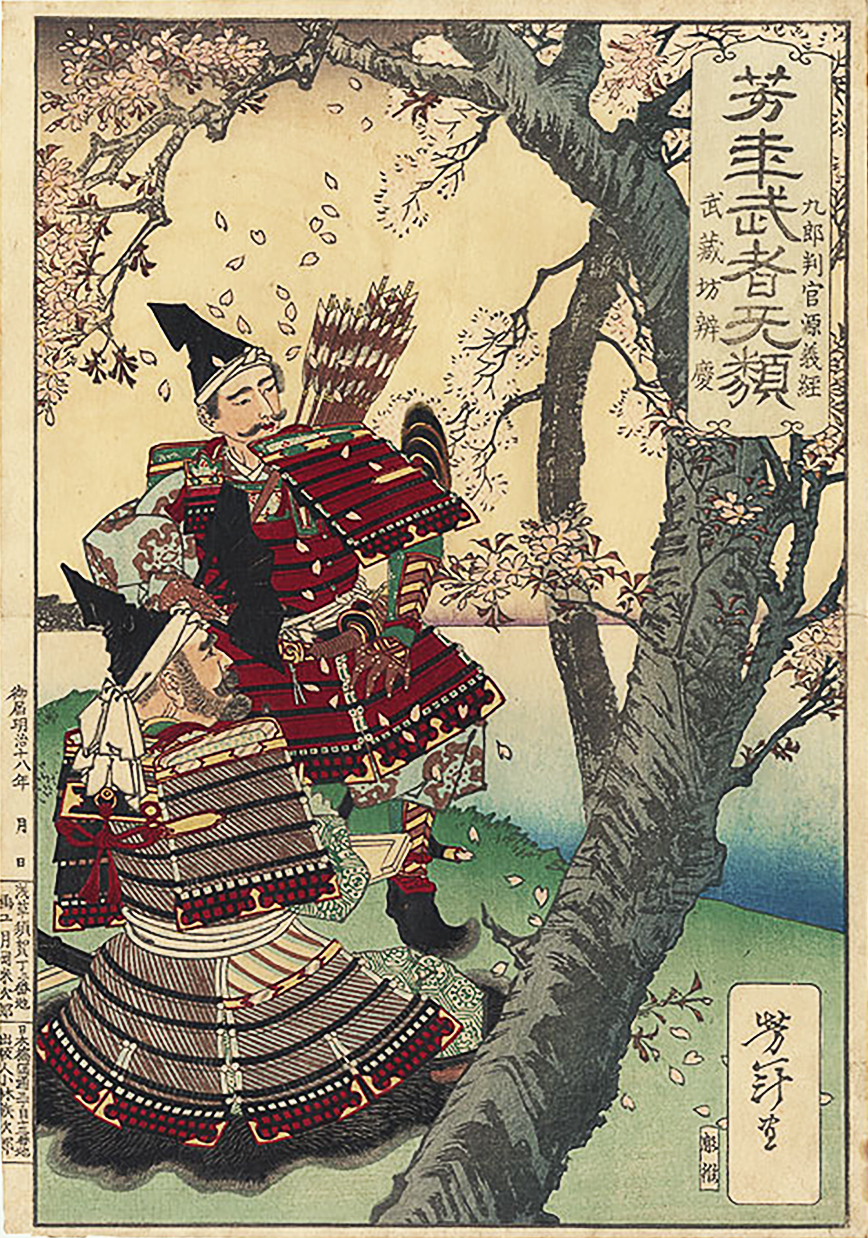
Минамото-но Ёсицунэ и Бэнкэй наблюдают за цветением сакуры

До весны 1183 года основным действующим лицом в войне Гэмпэй был полководец Минамото-но Ёсинака, двоюродный брат главы дома Ёритомо и Ёсицунэ. Ёсинака разбил армию Тайра и наступал на столицу Хэйан. В это время между Ёритомо и Ёсинакой возникли противоречия. Ёритомо как глава клана не хотел делить славу с Ёсинакой, и приказал своим братьям Ёсицунэ и Нориёри выступить против него. Поводом для этого нападения послужило бесчинство армии Ёсинаки и Минамото-но Юкииэ в захваченной столице. В конце 1183 года Ёсинака и Юкииэ двинулись добивать клан Тайра, но сами потерпели поражение и поспешно вернулись в столицу. Осознавая неизбежность поражения, Юкииэ скоропостижно покинул столицу и Ёсинаку до прихода сил Камакуры. В начале 1184 года армии Ёсицунэ и Нориёри вступили в бой с оставшимися силами Ёсинаки. В битве при Авадзу в провинции Оми Ёсинака был убит стрелой, сама битва закончилась полной победой сил Ёсицунэ и Нориёри.
В то же самое время клан Тайра пытался восстановить силы на западе страны. На следующий месяц после разгрома двоюродного брата Ёсицунэ вместе с Нориёри были назначены для преследования и окончательного подавления остатков сил Тайра. Ёсицунэ возглавил армию для нападения с тыла под покровом ночи в современной юго-западной части префектуры Хёго и разгромил Тайру-но Сукэмори. Нориёри же возглавил армию для удара в лоб. Через несколько дней в битве при Ити-но-Тани Ёсицунэ взяв командование над отборным отрядом кавалерии в 70 человек, пройдя по крутой горной тропе, совершил внезапный налет на ставку главнокомандующего Тайра. Это привело силы Тайра в ужас и панику, после чего они бежали на остров Сикоку, что стало для Камакурской армии триумфом. Когда Ёсицунэ вернулся в столицу, эти победы принесли ему очень широкую известность.

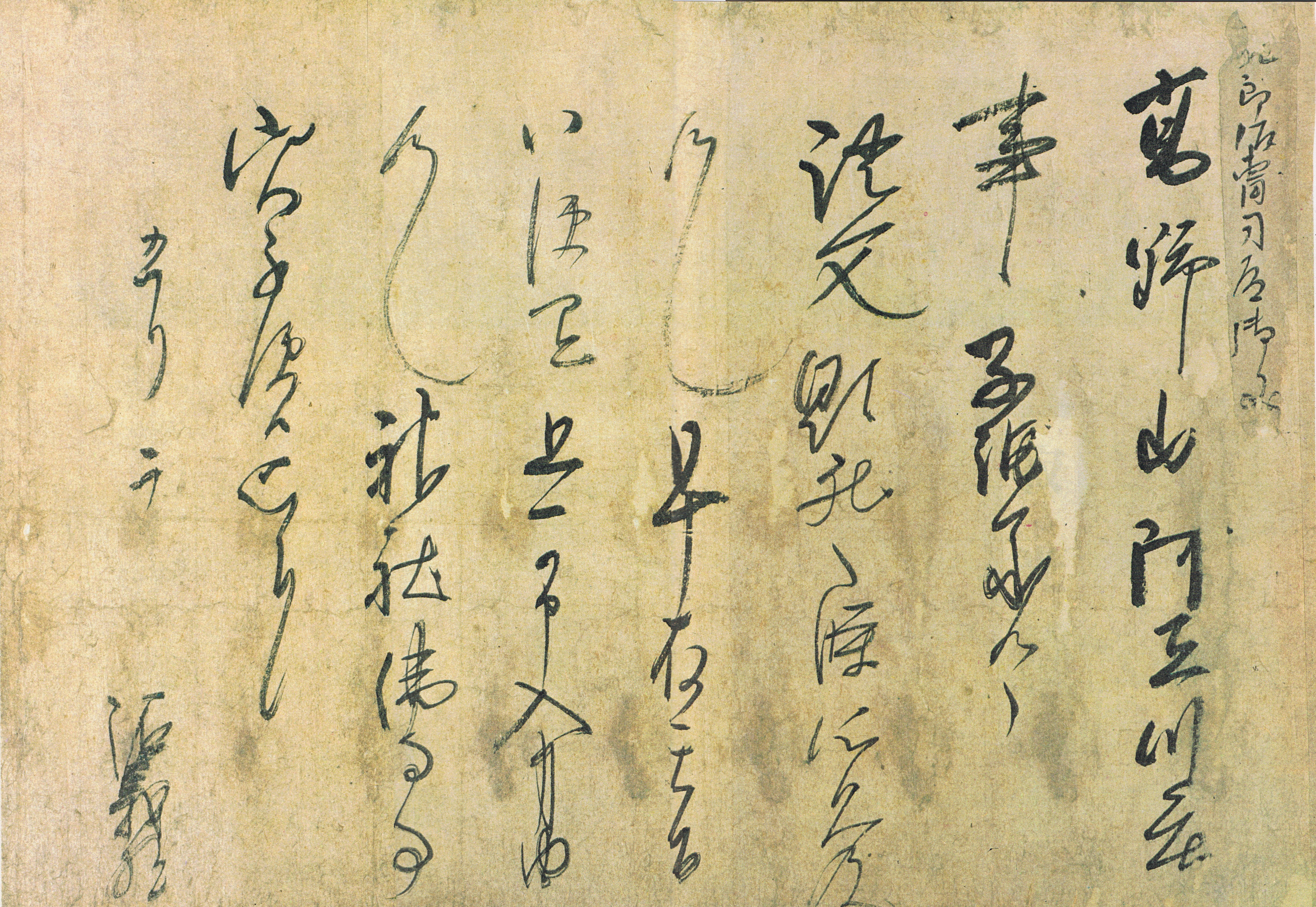
Текст, собственноручно написанный Минамото-но Ёсицунэ (1184 год)

После битвы при Ити-но-Тани Нориёри вернулся в Камакуру, а Ёсицунэ остался в столице занимаясь различного рода деятельностью по охране порядка в городе. В войне Гэмпэй наступил шестимесячный перерыв. Летом 1184 года Ёсицунэ хотели назначить на подавление остатков сил Тайра, но из-за вспыхнувшего мятежа (яп. 三日平氏の乱) предприятие отменили. В связи с этим военачальником нового похода вместо Ёсицунэ был назначен вернувшийся в Камакуру Нориёри. Пока он подтягивал силы на запад, Ёсицунэ разбирался с последствиями мятежа, а позже осенью женился на дочери военачальника Кавагоэ Сигэёри — Сато Годзэн.
Тем временем к февралю 1185 года военная экспедиция Нориёри из-за нехватки продовольствия и судов начала испытывать затруднения. Узнав об этом, Ёсицунэ попросил разрешение у императора Го-Сиракавы выступить на запад, на что получил одобрение. Пока Нориёри продвигался на остров Кюсю, Ёсицунэ в гавани Ватанабэ собрал небольшой флот, чтобы ударить по базе Тайра — Ясима, на острове Сикоку. К концу марта 1185 года все приготовления были завершены, и он вышел в море в разгар шторма. Ёсицунэ надеялся, что под прикрытием шторма можно будет атаковать врага неожиданно. Преодолев за ночь морской путь, утром войска Ёсицунэ высадились на остров Сикоку и атаковали Ясиму. Тайра вновь отступили на лодках. Но больше бежать им было некуда, побережье Кюсю уже было под контролем Нориёри, а поклявшиеся в верности самураи-мореплаватели обеспечили Ёсицунэ численным преимуществом кораблей над Тайра. В конце апреля 1185 года состоялся последний бой флота клана Тайра с флотом Ёсицунэ — битва при Данноура. Исходом битвы стало полное уничтожение клана Тайра, что подвело к концу войну Гэмпэй.

### Трения с Ёритомо
После победы над домом Тайра вернувшийся в столицу Ёсицунэ приобрёл огромную славу, которая имела для него роковые последствия. Глава дома Минамото, Ёритомо, и без этого не испытывал к Ёсицунэ сильных братских чувств. Он с детства считал Ёсицунэ низким по происхождению, ввиду того, что мать последнего была служанкой. Примером его презрения может послужить случай, произошедший в начале 1181 года, когда после объединения братьев на церемонии в честь бога войны Хатимана, Ёсицунэ должен был держать лошадь старшего брата, хотя это обязанность слуг.
Следующим поводом для укрепления подозрений против младшего брата для Ёритомо послужили постоянные доносы после победы Ёсицунэ при Ити-но-Тани. Автором большинства этих доносов был Кадзивара Кагэтоки, сподвижник Ёритомо, когда-то спасший ему жизнь. В дальнейшем, перед атакой на Ясиму на побережье Ватанабэ, между Ёсицунэ и Кагэтоки произошёл спор, едва не дошедший до драки, насчет оборотных вёсел, которые в случае неудачи могли послужить инструментом для отступления. Ёсицунэ на это язвительно ответил, что не собирается отступать, и поэтому не видит в них нужды. Его слова сильно задели Кагэтоки, после чего доносы в Камакуру усилились.
Ещё одной причиной раскола отношений стало сближение Ёсицунэ с находившимся в столице императором Го-Сиракавой. Ёритомо с самого начала войны хотел единолично править страной, создав военную ставку — бакуфу, и не желал чтобы его вассалы подчинялись или награждались в имперской столице в обход его. Всё это в совокупности не оставило никаких шансов для дальнейшей нормальной жизни далёкого от политики Ёсицунэ.

### Изгнание
Началом дальнейших событий в жизни Ёсицунэ послужило решение Го-Сиракавы самолично наградить героя битвы при Дан-но-ура. Столичный император назначил Ёсицунэ правителем всех земель на острове Кюсю. Это стало точкой в отношениях двух братьев. Ёсицунэ отправился в Камакуру лично доложить о победе. Но двери в ставку бакуфу были для него закрыты, вместо этого он был схвачен на почтовой станции Касигоэ. Ёсицунэ неоднократно пытался лично обратиться к Ёритомо, чтобы выразить свою преданность. Однако старший брат не позволил ему этого и выслал его обратно в имперскую столицу. Кроме того, старший брат исключил Ёсицунэ из клана.
Вскоре Ёритомо организовал покушение на Ёсицунэ, отправив выполнить задание боевого монаха с его подручными. Однако атака была отражена, а самого монаха поймали и казнили. После этого инцидента стало очевидно, что никаких шансов восстановить отношения теперь нет. Воспользовавшись моментом, Го-Сиракава отдал Ёсицунэ приказ покарать врага имперского двора в лице Минамото-но Ёритомо. Тем не менее, оказывать поддержку этой кампании имперский двор не стал.
Ёсицунэ пришлось отправиться на запад, чтобы набрать войска для будущей кампании. В походе его сопровождал Минамото-но Юкииэ, которого Ёритомо также незадолго до этого объявил врагом клана. Однако на сей раз в открытом море шторм не был благоприятен для Ёсицунэ, и хотя он сам и Юкииэ спаслись, его войска были уничтожены. После чего Юкииэ вновь скрылся, осознавая, что теперь и он, и Ёсицунэ стали изгнанниками как для Камакуры, так и для имперского двора.

### Скитание и гибель
Последующие четыре года для Ёсицунэ превратились в бега и скитания с горсткой сподвижников, среди которых был его верный спутник Бэнкэй, от охотников за его головой из бакуфу. Благодаря своим приключениям, и так уже ставший легендой после победы над кланом Тайра, Ёсицунэ превратился в мифологическую личность.

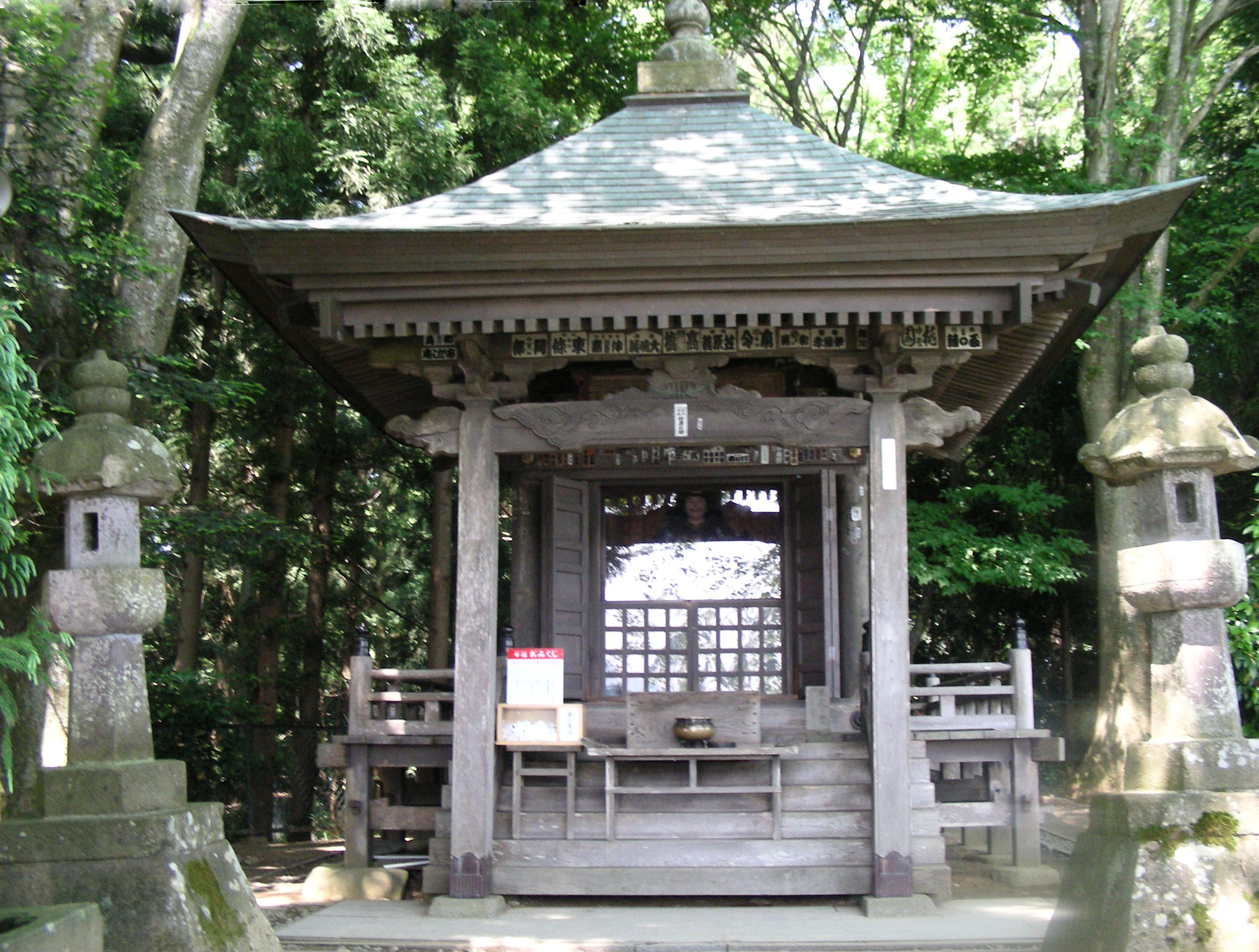
Храм Ёсицунэ в префектуре Иватэ

В этих странствиях Ёсицунэ сопровождала спутница по имени Сидзука Годзэн, которая хоть и была в вассальной зависимости от него, всё же сопровождала его по своей доброй воле. Однако вскоре её схватили агенты Камакуры, а родившегося у неё ребенка по приказу главы дома убили, как и всех детей Ёсицунэ мужского пола. После чего она постриглась в монахини, но через некоторое время скончалась.
До 1187 года Ёсицунэ так и не удалось найти последователей в среде самураев, но тем не менее его снова принял и дал убежище старый Фудзивара-но Хидэхира в провинции Муцу. Однако скоро старый Хидэхира скончался, а его сын Фудзивара-но Ясухиро не стал поддерживать Ёсицунэ, чтобы не навлечь на себя гнев главы Камакуры. И в 1189 году предатель со своим войском атаковал Ёсицунэ и его людей в поместье северных Фудзивара близ реки Коромо, в современной префектуре Иватэ. Вскоре сподвижники Ёсицунэ были разбиты, а сам он совершил ритуальное самоубийство сэппуку, в то время пока Бэнкэй, держащий в руках нагинату, сдерживал врагов.

## Культурное влияние
Минамото-но Ёсицунэ вошёл в историю как идеал самурая. Его последние годы, наполненные бедствиями и лишениями из-за политических интриг, произведённых за его спиной, равно как и трагический конец, превратили его в легенду, прошедшую сквозь века. Постановки с участием Ёсицунэ и его сподвижника Бэнкэя являются обязательной частью репертуара театра кабуки.
Минамото Ёсицунэ стал прообразом Люка Скайуокера из фильма «Звёздные войны»: Джордж Лукас заимствовал для своих персонажей путешествие Ёсицунэ и Бэнкэя через посредство фильмов Акиры Куросавы «Скрытая крепость» и «Идущие по хвосту тигра», в свою очередь созданные по мотивам средневековых пьес «А-Така» Кандзэ Кодзиро Нобумицу и «Кандзитё».
В японской манге и аниме сериале «Хладнокровный Ходзуки» Минамото-но Ёсицунэ представлен в карикатурно-комедийном свете. Он является командующим полицией Тэнгу японского ада. Его рост 159 см. Из-за своей красивой внешности и миловидности он украшает обложки журналов и плакаты полиции, но он также имеет способности в качестве командира. Его мечта стать борцом сумо. Манга и аниме были представлены в разное время в еженедельных десятках лучших бестселлеров в их соответствующих медиа. В 2012 году она была одной из 15 манг, номинированных на 5-ю премию Манга тайсё, и была выбрана жюри на 16 Japan Media Arts Festival. Эта манга была номинирована на 38-ю премию манги Коданся, и занимает пятое место на «Книга года» Media Factory в 2014 году.